# Преспа
Преспа је регион који обухвата котлину Преспанског језера, површине око 1.070 km². Подијељена је између Северне Македоније, Грчке и Албаније, а главно мјесто је Ресен. Преспа је пољопривредни регион, са развијеним воћарством (ресенске јабуке) и риболовом на језеру. У њој се налазе остаци града (Градиште) цара Самуила. У римско доба, преко ње је водио римски пут Via Egnatia.

## Преспанско језеро
Преспанско језеро је пар језера у југоисточном дијелу Европе, подијељених између Грчке, Албаније и Северне Македоније.
Састоји се од језера Велика Преспа (273 km², 853 метра надморске висине) и Мала Преспа (47 km², 857 метара надморске висине). Велику Преспу дијеле све 3 земље, док је Мала Преспа у Грчкој и малим дијелом у Албанији. Језера су смјештена на јужној страни Преспанске котлине између планине Галичице и планине Баба. Од укупне површине језера, 190 km² припада Северној Македонији, 84,8 km² Грчкој и 38,8 km² Албанији. Језеро Велика Преспа је удаљено само 10 km од Охридског језера са којим је повезано подземним каналима у кречњачком тлу. Пошто је Преспанско језеро на око 150 метара већој висини, вода се из њега прелива. Највећа дубина језера је 54 m.
На језеру Мала Преспа се налази острво Ахил (Аил) на које је цар Самуило донео мошти Светог Ахила из Тесалије. На језеру Велика Преспа постоје два ненасељена острва: Голем Град (у Северној Македонији) и Мали Град (у Албанији). Мало Преспанско језеро заједно са Преспанским језером формира јединствени екосистем. Уз језера и околна блата живе видре (Лутра лутра) двије врсте корњача, девет врста гуштера и 10 врста змија. Језеро нема пуно врста риба, али има пуно зоопланктона. Једно је од најважнијих станишта за гњежђење пеликана, од обичних до белоглавих. Данас у Парку природе Преспа живи 1.000 парова белоглавих пеликана, што је највећи број у Европи.

## Мала Преспа
Мала Преспа (алб. Prespa e Vogël, мкд. Мала Преспа) је географски регион у Албанији, поред југозападне обале Преспанског језера.
Ова област чини десетак села која су организована у општину. Село Пустец је највеће насеље, а уједно и административни центар истоимене општине.

## Култура
Преспанска ношња је вид македонске народне ношње. Носи се у југозападном делу Северне Македоније (тромеђа Северне Македоније, Албаније и Грчке). Женска ношња се састоји од бијеле кошуље, црног јелека, црне футе, горњег црног јелека без рукава, покривеног врата, црних чарапа и црних гумених ципеле.

## Верски објекти и грађевине
- Црква Рођења Пресвете Богородице на Малом Граду